# Porchères
Porchères ist eine französische Gemeinde mit 876 Einwohnern (Stand: 1. Januar 2022) im Département Gironde in der Region Nouvelle-Aquitaine. Sie gehört zum Arrondissement Libourne und zum Kanton Le Nord-Libournais.

## Geographie
Porchères liegt etwa 51 Kilometer ostnordöstlich von Bordeaux und etwa 24 Kilometer nordöstlich von Libourne am Fluss Isle, der die südliche Gemeindegrenze bildet. Umgeben wird Porchères von den Nachbargemeinden Saint-Christophe-de-Double im Norden, Saint-Antoine-sur-l’Isle im Osten, Saint-Seurin-sur-l’Isle im Süden, Camps-sur-l’Isle im Südwesten, Coutras im Westen sowie Le Fieu im Westen und Nordwesten.

## Bevölkerung
| Jahr      | 1962 | 1968 | 1975 | 1982 | 1990 | 1999 | 2006 | 2013 | 2018 |
| --------- | ---- | ---- | ---- | ---- | ---- | ---- | ---- | ---- | ---- |
| Einwohner | 573  | 524  | 531  | 541  | 668  | 726  | 847  | 912  | 866  |

## Sehenswürdigkeiten
- Mühle an der Isle (Monument historique)

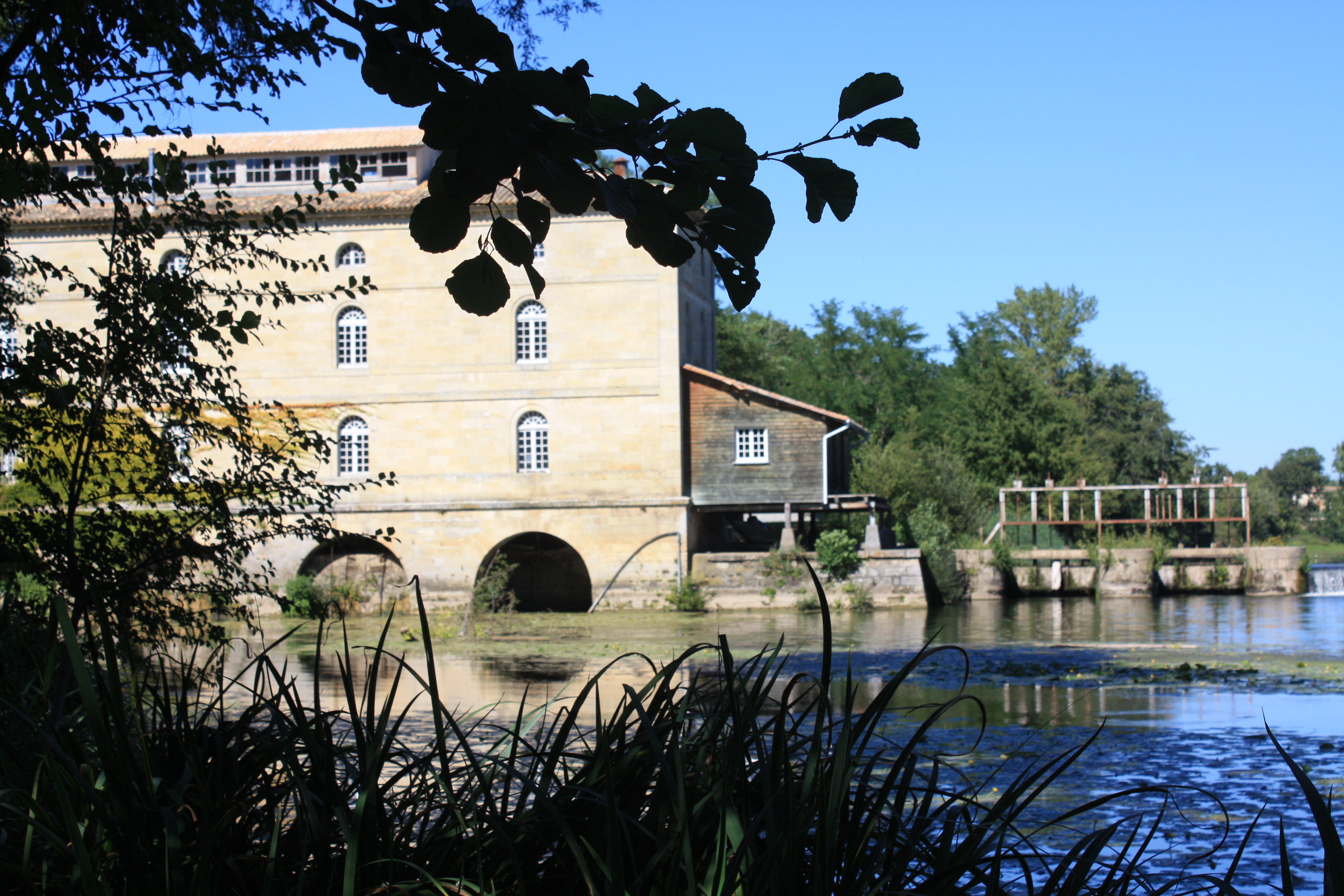
Mühle an der Isle